# VPG

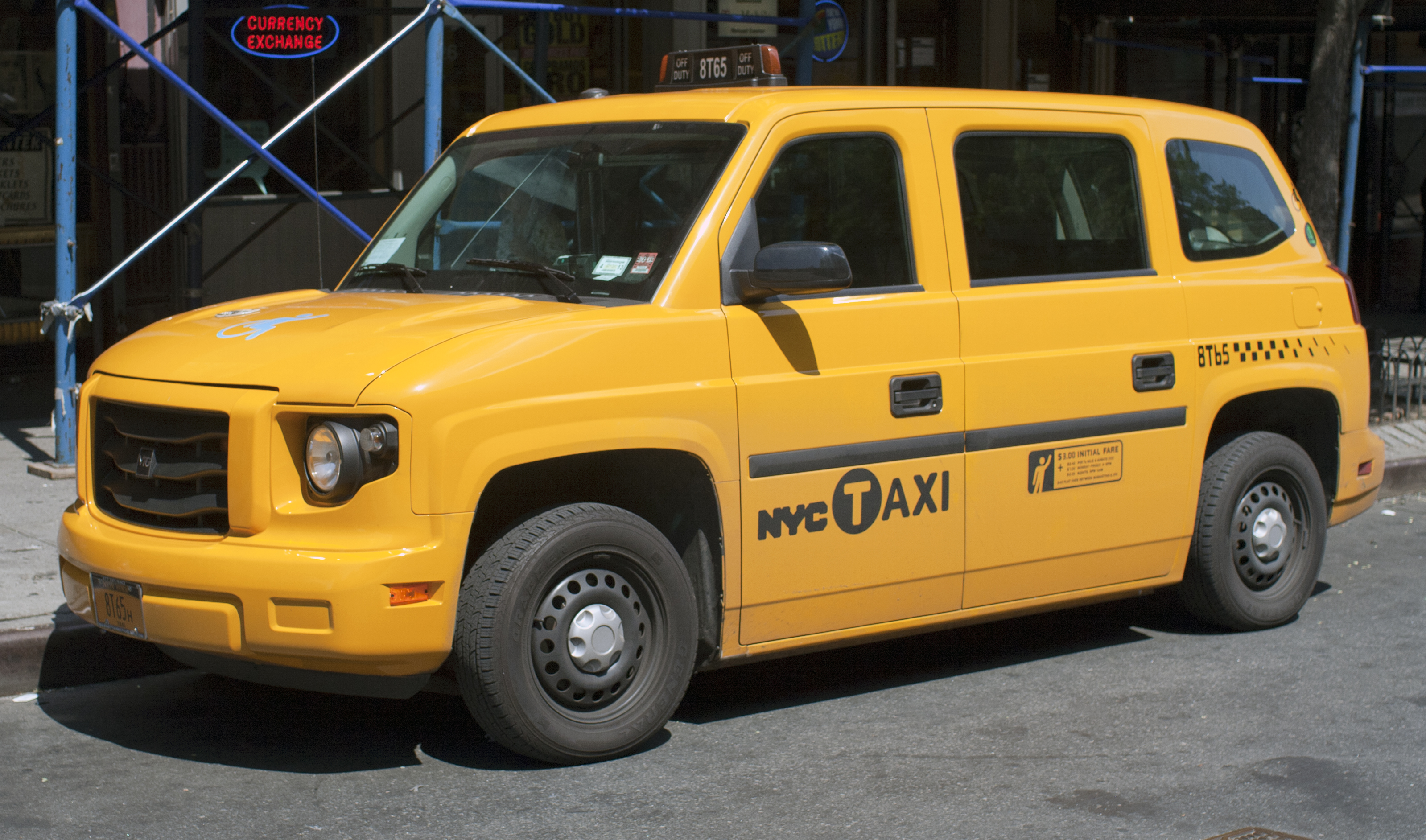
MV-1 jako nowojorska taksówka

Vehicle Production Group – amerykański producent taksówek z siedzibą w Allen Park działający w latach 2011–2013.

## Historia
Przedsiębiorstwo Vehicle Production Group zostało założone w 2006 roku przez T. Boone'a Pickensa, początkowo koncentrując się na współpracy z koncernem General Motors na polu merketingu i rozwoju infrastruktury logistycznej. Dwa lata później nawiązano współpracę z amerykańskim przedsiębiorstwem wielobranżowym AM General, zlecając produkcję autorskiej konstrukcji minivana MV-1 opracowanego z myślą o korporacjach taksówkarskich na terenie Stanów Zjednoczonych. Produkcja pojazdu rozpoczęła się w ostatecznie w 2011 roku w zakładach AM General w mieście Mishawaka w stanie Indiana.
VPG przetrwało na rynku 7 lat, w 2013 roku kończąć działalność. AM General zdecydowało się przejąć pełnię praw do kontynuowania produkcji pojazdu już po prostu jako MV-1. Tę wznowiono ostatecznie w marcu 2014 roku i trwała ona przez kolejne 2 lata, trwale kończąc się w ten sposób w 2016 roku.

## Modele samochodów

### Historyczne
- MV-1 (2011–2013)